# Rorippa nana
Rorippa nana là một loài thực vật có hoa trong họ Cải. Loài này được (Schltdl.) J.F. Macbr. miêu tả khoa học đầu tiên năm 1938.